# Project Wyze
Projekt Wyze var et canadisk rap-rock band aktiv fra 1996, før det blev opløst i 2003 for at forfølge deres side-projekt Dead Celebrity Status.
Emcees Yas Taalat og Bobby McIntosh startede som en hip hop duo under navnet Project Wyze i 1988, hvor de var teenagere i Sudbury i Ontario. Mens han gik på high school, etablerede Wyze Projekt et velrenommeret image i den underjordiske hip-hop scene ved at åbne for kunstnere såsom Dream Warriors, Maestro Fresh Wes og Michie Mee. De var også en af de første canadiske grupper til at åbne for den indflydelsesrige amerikanske hip-hop gruppe, Public Enemy.
Makkerparret flyttede senere til London i Ontario efter high school. I 1995 blev Bobby og Yas inviteret til at optræde med et punk rock band. Oplevelsen var så positiv, at de to grupper smeltede sammen. Hip-hopgruppen Project Wyze havde nu udviklet sig til et rock / rap-band herunder med medlemmerne Adam Arsenault (guitar), og Tye Thomas (bas). Bandet begyndte at skrive ny musik og de udgav deres første EP, Trapz of Poetic Poison, på et indie label i 1996. Project Wyze turnerede USA i 1998 og optrådte med kunstnere som Papa Roach og Step Kings.

## Discografi
- Trapz of Poetic Poison EP (1996)
- Only If I Knew (1998)
- Misfits.liars.strangers.friends (2001)